# Conseil de la Côte centrale (Nouvelle-Galles du Sud)
Pour les articles homonymes, voir Côte centrale.
Ne doit pas être confondu avec Conseil de la Côte centrale (Tasmanie).
Le conseil de la Côte centrale (en anglais : Central Coast Council) est une zone d'administration locale située dans l'État de Nouvelle-Galles du Sud en Australie, dont le siège est Gosford.

## Géographie
La zone s'étend sur 1 681 km2 dans la région du même nom, sur la côte de Nouvelle-Galles du Sud. Elle est bordée à l'est par la mer de Tasman, au sud par la baie de Broken et le fleuve Hawkesbury et à l'ouest par le parc national Yengo jusqu'à Bucketty au nord. À partir de là, la limite nord se dirige vers l'est le long de George Downes Drive, englobant la forêt d'État d'Olney et traversant l'autoroute du Pacifique, avant d'atteindre la côte au nord de Moonee.

## Histoire
Le conseil de la Côte centrale est créé le 12 mai 2016 par la fusion de la ville de Gosford et du comté de Wyong. Ian Reynolds est nommé administrateur provisoire en attendant les premières élections.

## Démographie
| 2016    | 2021    |
| ------- | ------- |
| 327 736 | 346 596 |

## Politique et administration
La zone comprend cinq subdivisions appelées wards. Le conseil municipal comprend quinze membres élus, à raison de trois par ward, pour quatre ans. Les premières élections se sont tenues le 9 septembre 2017 pour un mandat de trois ans. Les travaillistes détiennent 6 sièges, les indépendants 5 et les libéraux 4. Le maire est élu par les conseillers pour deux ans.
Le 30 octobre 2020, le gouvernement de Nouvelle-Galles du Sud suspend le conseil élu, en raison d'un déficit de 89 millions de dollars, et nomme un administrateur à la tête de la collectivité.

### Liste des maires
| Période           | Période           | Identité      | Étiquette    | Qualité        |
| ----------------- | ----------------- | ------------- | ------------ | -------------- |
| 12 mai 2016       | 26 septembre 2017 | Ian Reynolds  |              | Administrateur |
| 26 septembre 2017 | 23 septembre 2019 | Jane Smith    | Indépendante |                |
| 23 septembre 2019 | 30 octobre 2020   | Lisa Matthews | Travailliste |                |
| 30 octobre 2020   | 13 mai 2021       | Dick Persson  |              | Administrateur |
| 13 mai 2021       | en fonction       | Rik Hart      |              | Administrateur |

## Jumelage
Le conseil de la Côte centrale maintient le jumelage avec Edogawa au Japon, créé en 1988 avec la ville de Gosford.